# Hasuda
Hasuda (Japans: 蓮田市, Hasuda-shi) is een stad in de prefectuur  Saitama, Japan. In 2013 telde de stad 62.531 inwoners. Hasuda maakt deel uit van de metropool Groot-Tokio.

## Geschiedenis
Op 1 oktober 1972 werd Hasuda benoemd tot stad (shi). In 2010 zou de gemeente Shiraoka toegevoegd worden aan Hasuda. Dit ging niet door, omdat het inwonersaantal van Shiraoka over de 50.000 groeide en het zelf een stad werd (2012).
Steden:
Ageo · Asaka · Chichibu · Fujimi · Fujimino · Fukaya · Gyoda · Hanno · Hanyu · Hasuda · Hidaka · Higashimatsuyama · Honjo · Iruma · Kasukabe · Kawagoe · Kawaguchi · Kazo · Kitamoto · Koshigaya · Konosu · Kuki · Kumagaya · Misato · Niiza · Okegawa · Saitama (hoofdstad) · Sakado · Satte · Sayama · Shiki · Shiraoka · Soka · Toda · Tokorozawa · Tsurugashima · Wako · Warabi · Yashio · Yoshikawa

Districten:
Chichibu · Hiki · Iruma · Kitaadachi · Kitakatsushika · Kodama · Minamisaitama · Osato
Gemeenten per district